# Кидяев, Александр Фёдорович
Александр Фёдорович Кидяев (укр. Олександр Федорович Кідяєв; род. 25 апреля 1940, Москва) — советский тяжелоатлет, двукратный чемпион СССР (1965, 1969), чемпион Европы (1965), призёр чемпионата мира (1965). Мастер спорта СССР международного класса (1965).

## Биография
Александр Кидяев родился 25 апреля 1940 года в Москве в семье военного. Вырос в посёлке Шиханы (Саратовская область). В 1957 году переехал в Ворошиловград, где начал заниматься тяжёлой атлетикой под руководством Николая Заблоцкого. Работал слесарем на Луганском тепловозостроительном заводе. В 1965 году окончил Луганский медицинский институт.
Наиболее значимых достижений добивался в 1965 году. После победы на Гран-при Москвы и чемпионате СССР вошёл в состав советской сборной на чемпионате Европы в Софии и уверенно выиграл эти соревнования. Осенью того же года выступил на чемпионате мира в Тегеране, где завоевал серебряную медаль, уступив лишь известному польскому атлету Норберту Озимеку.
В 1967 году перешёл из средней в полутяжёлую весовую категорию, в которой также смог выйти на ведущие позиции в стране. 17 октября 1968 года на чемпионате УССР в Конотопе установил мировой рекорд в жиме (176 кг). В 1969 году второй раз выиграл чемпионат СССР, в 1970 и 1972 годах становился обладателем Кубка СССР. В 1970 году участвовал в чемпионате мира в Колумбусе, но на этом турнире выступил неудачно, не смог реализовать ни одной попытки в жиме и выбыл из дальнейшей борьбы за награды. 31 июля 1970 года в Алуште установил мировой рекорд в жиме (183,5 кг).
В 1973 году завершил свою спортивную карьеру. В 1970-х годах занимался тренерской деятельностью в ДСО «Зенит». В 1987 году переехал в город Ялта, где работал инструктором по лечебной физкультуре в санатории «Россия».

## Спортивные результаты
| Год  | Соревнование                      | Место проведения | Весовая категория | Жим       | Рывок    | Толчок   | Сумма троеборья | Место |
| ---- | --------------------------------- | ---------------- | ----------------- | --------- | -------- | -------- | --------------- | ----- |
| 1965 | Гран-при Москвы                   | Москва           | до 82,5 кг        | 150 кг    | 140 кг   | 175 кг   | 465 кг          | 1     |
| 1965 | Чемпионат СССР                    | Ереван           | до 82,5 кг        | 155 кг    | 137,5 кг | 177,5 кг | 470 кг          | 1     |
| 1965 | Чемпионат Европы                  | София            | до 82,5 кг        | 150 кг    | 140 кг   | 177,5 кг | 467,5 кг        | 1     |
| 1965 | Всесоюзная спартакиада профсоюзов | Москва           | до 82,5 кг        | 137,5 кг  | 130 кг   | 172,5 кг | 440 кг          | 3     |
| 1965 | Чемпионат мира                    | Тегеран          | до 82,5 кг        | 150 кг    | 137,5 кг | 172,5 кг | 460 кг          | 2     |
| 1966 | Чемпионат СССР                    | Новосибирск      | до 82,5 кг        | —         | —        | —        | —               | —     |
| 1967 | Кубок Дружбы                      | Тбилиси          | до 90 кг          | 155 кг    | 145 кг   | 185 кг   | 485 кг          | —     |
| 1967 | Спартакиада Украинской ССР        | Запорожье        | до 90 кг          | 160 кг    | 137,5 кг | 185 кг   | 482,5 кг        | 1     |
| 1967 | Спартакиада народов СССР          | Москва           | до 90 кг          | 150 кг    | 142,5 кг | 182,5 кг | 475 кг          | 3     |
| 1968 | Чемпионат Украинской ССР          | Конотоп          | до 90 кг          | 176 кг WR | 140 кг   | 185 кг   | 500 кг          | 1     |
| 1968 | Чемпионат СССР                    | Ворошиловград    | до 90 кг          | 162,5 кг  | 145 кг   | 185 кг   | 492,5 кг        | 2     |
| 1968 | Командный чемпионат СССР          | Алма-Ата         | до 90 кг          | 160 кг    | 145 кг   | 180 кг   | 485 кг          | 1     |
| 1969 | Чемпионат СССР                    | Ростов-на-Дону   | до 90 кг          | 162,5 кг  | 137,5 кг | 187,5 кг | 487,5 кг        | 1     |
| 1969 | Командный чемпионат СССР          | Львов            | до 90 кг          | 170 кг    | 150 кг   | 190 кг   | 510 кг          | 1     |
| 1970 | Чемпионат Украинской ССР          | Запорожье        | до 90 кг          | 180 кг    | 140 кг   | 185 кг   | 505 кг          | 1     |
| 1970 | Чемпионат СССР                    | Вильнюс          | до 90 кг          | 175 кг    | —        | —        | —               | —     |
| 1970 | Чемпионат мира                    | Колумбус         | до 90 кг          | —         | —        | —        | —               | —     |
| 1970 | Кубок СССР                        | Днепропетровск   | до 90 кг          | 185 кг    | 147,5 кг | 195 кг   | 527,5 кг        | 1     |
| 1971 | Кубок Дружбы                      | Ростов-на-Дону   | до 90 кг          | 175 кг    | 142,5 кг | 190 кг   | 507,5 кг        | —     |
| 1971 | Спартакиада Украинской ССР        | Ворошиловград    | до 90 кг          | 170 кг    | 147,5 кг | 187,5 кг | 505 кг          | 1     |
| 1971 | Спартакиада народов СССР          | Москва           | до 90 кг          | 180 кг    | 150 кг   | 187,5 кг | 517,5 кг        | 4     |
| 1972 | Чемпионат Вооружённых Сил СССР    | Москва           | до 90 кг          |           |          |          | 525 кг          | 1     |
| 1972 | Чемпионат СССР                    | Таллин           | до 90 кг          | 187,5 кг  | 147,5 кг | 202,5 кг | 537,5 кг        | 2     |

| Год  | Соревнование             | Место проведения | Весовая категория | Рывок    | Толчок   | Сумма двоеборья | Место |
| ---- | ------------------------ | ---------------- | ----------------- | -------- | -------- | --------------- | ----- |
| 1972 | Чемпионат Украинской ССР | Донецк           | до 90 кг          | 150 кг   | 197,5 кг | 347,5 кг        | 1     |
| 1972 | Кубок СССР               | Сочи             | до 90 кг          | 152,5 кг | 200 кг   | 352,5 кг        | 1     |
| 1975 | Чемпионат Украинской ССР | Ворошиловград    | до 100 кг         | 155 кг   | 200 кг   | 355 кг          | 1     |